# Dinosaur (Colorado)
Dinosaur és una població del Comtat de Moffat (estat de Colorado, Estats Units d'Amèrica) fronterera amb l'estat de Utah.

## Demografia
Segons el cens del 2000, Dinosaur tenia 319 habitants, 124 habitatges, i 88 famílies. La densitat de població era de 154 habitants per km².
Dels 124 habitatges en un 34,7% hi vivien nens de menys de 18 anys, en un 57,3% hi vivien parelles casades, en un 9,7% dones solteres, i en un 29% no eren unitats familiars. En el 25% dels habitatges hi vivien persones soles el 12,9% de les quals corresponia a persones de 65 anys o més que vivien soles. El nombre mitjà de persones vivint en cada habitatge era de 2,57 i el nombre mitjà de persones que vivien en cada família era de 3,1.
Per edats la població es repartia de la següent manera: un 28,5% tenia menys de 18 anys, un 9,4% entre 18 i 24, un 26,6% entre 25 i 44, un 23,5% de 45 a 60 i un 11,9% 65 anys o més.
L'edat mediana era de 36 anys. Per cada 100 dones de 18 o més anys hi havia 94,9 homes.
La renda mediana per habitatge era de 31.250 $ i la renda mediana per família de 31.250 $. Els homes tenien una renda mediana de 43.500 $ mentre que les dones 16.250 $. La renda per capita de la població era de 12.904 $. Entorn del 18,8% de les famílies i el 17,9% de la població estaven per davall del llindar de pobresa.

## Poblacions properes
El següent diagrama mostra les poblacions més properes.